# Arrachement de l'aorte
L'arrachement de l'aorte est une lésion affectant la cage thoracique et consistant en une rupture, partielle ou complète, de la jonction de l'aorte avec le cœur, une hémorragie massive, externe ou interne, provoquant une mort immédiate.
Traditionnellement, les habitants de la Yakoutie tuent par arrachement de l'aorte les chevaux de six mois qu'ils consomment habituellement, accédant au cœur par une incision du poitrail. Ce procédé leur permet de conserver une grande quantité de sang dans la cage thoracique, pensée comme un récipient de conservation dans ce pays des plus froids.[réf. nécessaire]